# Tone Haugen
Tone Haugen, född den 6 februari 1964 i Namsos, Norge, är en norsk fotbollsspelare. Vid fotbollsturneringen under OS 1996 i Atlanta deltog hon i det norska lag som tog brons.